# Projekční vlákno
Projekční vlákno je aferentní nebo eferentní struktura bílé hmoty v mozku, která spojuje mozkovou kůru se spodními částmi mozku a míchou.
Rozlišujeme je na: krátká projekční vlákna ( spojují obousměrně kůru s bazálními ganglii, thalamem a hypothalamem) a dlouhá projekční vlákna (spojují recipročně korovou úroveň s mozkovým kmenem a míchou).